# Kujawki (Ernestynów)
Kujawki – część wsi Ernestynów  w Polsce położona w województwie łódzkim, w powiecie kutnowskim, w gminie Bedlno.
W latach 1975–1998 Kujawki administracyjnie należały do województwa płockiego.